# Royal Antwerp FC
Royal Antwerp Football Club je belgijski nogometni klub iz Antwerpena. Natječe se u Belgijskoj Pro League, u najjačem razredu belgijskog nogometa. 
Klub su osnovali engleski studenti 1880. godine kao Antwerp Cricket Club, 15 godina prije osnivanja belgijskog nogometnog saveza te se tako Antwerp smatra najstarijim klubom u Belgiji. Isprva nije bilo organiziranog igranja nogometa među članovima kluba, ali osnivanjem prve nogometne lige u Belgiji 1887. godine se to promijenilo. Prvi je registrirani nogometni klub u Belgiji, službeno je registriran 1895. godine. U svojoj riznici ima pet osvojenih prvenstava uz četiri kupa, a prvu duplu krunu je osvojio u sezoni 2022./23.
Domaće utakmice igra na Bosuilstadion, koji može primiti 16.144 gledatelja, a na njemu igra od 1923. godine.

## Vanjske poveznice
- Službene stranice